# Einsteinkoeffizienten

Dargestellt sind die beiden Energieniveaus und, die spontane Emission sowie die Absorption und die induzierte Emission

In Einsteins Ratenbild werden die Einsteinkoeffizienten {\displaystyle B_{12},B_{21},A_{21}} zur Berechnung der Absorption und der stimulierten (induzierten) und spontanen Emission verwendet. Sie werden neben der statistischen Physik u. a. in der Spektroskopie und in der Laserphysik angewendet und wurden 1916 von Albert Einstein eingeführt. {\displaystyle B_{12}} und {\displaystyle B_{21}} haben die Einheiten {\displaystyle \mathrm {\frac {m}{kg}} } und {\displaystyle A_{21}} hat die Einheit {\displaystyle \mathrm {\frac {1}{s}} }.
Die Einsteinkoeffizienten beschreiben im Strahlungsgleichgewicht drei Prozesse in der Elektronenkonfiguration  bspw. eines Atoms oder Moleküls.
- die Absorption eines Photons aus einem elektromagnetischen Feld, durch die ein Übergang in einen angeregten Zustand ausgelöst wird.
- die stimulierte Emission eines Photons in eine bereits besetzte Mode eines elektromagnetischen Feldes, wobei das Atom vom angeregten in den Grundzustand übergeht.
- die spontane Emission eines Photons in eine unbesetzte Mode.

Im Folgenden bezeichnen wir den Grundzustand als Zustand 1 und den angeregten Zustand als Zustand 2. Die Wahrscheinlichkeit der drei Prozesse hängt offensichtlich von der Anzahl {\displaystyle N_{i}} der Atome im ausgehenden Zustand ab. Daneben hängen die stimulierten Prozesse von der Besetzung der Moden des elektromagnetischen Feldes ab (spektrale Energiedichte nach Frequenz {\displaystyle u}). Einstein führte die Koeffizienten {\displaystyle B_{12}}, {\displaystyle B_{21}} und {\displaystyle A_{21}} als zunächst unbestimmte Proportionalitätskonstanten ein, sodass
- die Wahrscheinlichkeit der Absorption durch {\displaystyle B_{12}\cdot N_{1}\cdot u}
- die Wahrscheinlichkeit der stimulierten Emission durch {\displaystyle B_{21}\cdot N_{2}\cdot u} und
- die Wahrscheinlichkeit der spontanen Emission durch {\displaystyle A_{21}\cdot N_{2}}

gegeben ist.
Die Zunahme der Teilchenanzahl im Grundzustand und die Abnahme der Teilchenzahl im angeregten Zustand ist dann gegeben durch:
{\displaystyle {\frac {{\mathrm {d} }N_{1}}{{\mathrm {d} }t}}=-{\frac {{\mathrm {d} }N_{2}}{{\mathrm {d} }t}}=-N_{1}\cdot B_{12}\cdot u+N_{2}\cdot B_{21}\cdot u+N_{2}\cdot A_{21}}
Im thermodynamischen Gleichgewicht ist diese Summe null:
{\displaystyle {\frac {{\mathrm {d} }N_{1}}{{\mathrm {d} }t}}={\frac {{\mathrm {d} }N_{2}}{{\mathrm {d} }t}}=0\Rightarrow {\frac {N_{2}}{N_{1}}}={\frac {B_{12}\cdot u}{A_{21}+B_{21}\cdot u}}}
Aus der Boltzmann-Verteilung weiß man, dass die Besetzung der Zustände mit ihren Energien wie folgt zusammenhängen:
{\displaystyle {\frac {N_{2}}{N_{1}}}={\frac {g_{2}}{g_{1}}}\cdot {\frac {{\mathrm {e} }^{-E_{2}/(k_{\mathrm {B} }\cdot T)}}{{\mathrm {e} }^{-E_{1}/(k_{\mathrm {B} }\cdot T)}}}={\frac {g_{2}}{g_{1}}}\cdot \mathrm {e} ^{-\Delta E/(k_{\mathrm {B} }\cdot T)}\,,}
wobei die {\displaystyle g_{i}} die statistischen Gewichte bzw. den Entartungsgrad der Zustände {\displaystyle i=1,2} darstellen.
Gleichsetzen und Auflösen nach der spektralen Energiedichte der Strahlung liefert:
{\displaystyle u={\frac {A_{21}}{B_{21}}}\cdot {\frac {1}{{\frac {B_{12}}{B_{21}}}\cdot {\frac {g_{1}}{g_{2}}}{\mathrm {e} }^{\Delta E/(k_{\mathrm {B} }\cdot T)}-1}}}
Durch Koeffizientenvergleich mit dem Planckschen Strahlungsgesetz oder dem Rayleigh-Jeans-Gesetz – bei letzterer unter Verwendung der Grenzbedingungen und einer Reihenentwicklung der Exponentialfunktion – erhält man folgende Beziehungen zwischen den drei Einsteinkoeffizienten:
{\displaystyle g_{1}\cdot B_{12}=g_{2}\cdot B_{21}}
{\displaystyle B_{21}=A_{21}\cdot {\frac {\lambda ^{3}}{8\pi h}}}
mit
- der Wellenlänge {\displaystyle \lambda }
- der Planck-Konstante {\displaystyle h}.

Sind die Zustände nicht entartet, also {\displaystyle g_{1}=g_{2}=1}, so ist {\displaystyle B_{12}=B_{21}=:B}.
Die Lebensdauer des angeregten Zustands, also die durchschnittliche Dauer, bis ein Atom ohne äußere Einwirkung durch spontanen Zerfall in den Grundzustand übergeht, beträgt
{\displaystyle \tau ={\frac {1}{A_{21}}}.}
Der Einsteinkoeffizient  {\displaystyle A_{21}} ist eine stoffspezifische Eigenschaft des 
Übergangs und kann quantenmechanisch mit Hilfe des Übergangsdipolmoment {\displaystyle {\vec {M}}_{ik}} bestimmt werden.
Die Einsteinkoeffizienten hängen nicht von der Temperatur ab. Die Temperaturabhängigkeit der Energieverteilung der Wärmestrahlung ist stattdessen eine Folge der Temperaturabhängigkeit der Besetzungswahrscheinlichkeiten {\displaystyle N_{1}} und {\displaystyle N_{2}}, die in der Regel durch die Boltzmann-Verteilung beschrieben wird.